# Igor Lazič (Fußballspieler, 1979)
Igor Lazič (* 30. Oktober 1979) ist ein slowenischer Fußballspieler auf der Position des Mittelfeldspielers.
2003 bis 2004 spielte er bei Olimpija Ljubljana. 2004 wechselte er zu Publikum Celje. 2005 ging er zu Terek Grosny, wo er aber nur ein halbes Jahr blieb. Danach kam er zum FC Koper. Seit der Saison 2007/08 spielt er bei Interblock Ljubljana.
Seit 2005 steht er im Aufgebot der slowenischen Nationalmannschaft.